# Ángeles Britani Gutiérrez Vieyra
Ángeles Britani Gutiérrez Vieyra (Toluca de Lerdo, Estado de México; 12 de enero de 1992) es una deportista parremista mexicana, mejor conocida por su participación en competencias nacionales e internacionales.

## Trayectoria
Gutiérrez  inició su carrera en el para-remo como parte del equipo del Estado de México. 
En el año 2022, obtuvo la medalla de plata en el Campeonato Mundial de Para-remo Juvenil, celebrado en Varese, Italia.  Ese mismo año, también participó en el Campeonato Mundial de Para-remo de Belgrado, Serbia, donde logró una medalla de plata.
En 2023, Gutiérrez Vieyra formó parte de la delegación mexicana en los Juegos Parapanamericanos Juveniles de Bogotá, Colombia, donde ganó una medalla de oro en la prueba individual femenil de para-remo. Más tarde, compitió en el Campeonato Mundial de Para-remo de Belgrado, Serbia, en donde obtuvo nuevamente una medalla de plata.

## Premios
- Medalla de plata en el Campeonato Mundial de Para-remo Juvenil (Varese, Italia, 2022)
- Medalla de plata en el Campeonato Mundial de Para-remo (Belgrado, Serbia, 2022)
- Medalla de oro en los Juegos Parapanamericanos Juveniles (Bogotá, Colombia, 2023)
- Medalla de plata en el Campeonato Mundial de Para-remo (Belgrado, Serbia, 2023)